# Samajie Grant
Samajie Grant (Compton, 25 giugno 1995) è un giocatore di football americano statunitense che gioca come runningback per i Fujitsu Frontiers.
Dopo aver giocato per la squadra universitaria degli Arizona Wildcats ha firmato nel 2018 con i canadesi BC Lions, per poi trasferirsi in Giappone ai Fujitsu Frontiers.

## Famiglia
È cugino del giocatore NBA DeMar DeRozan; suo zio Donte Gamble ha giocato a football americano e canadese in squadre di CFL, AF2, NIFL e LCFL.